# Veremundo
Veremundo ou Veremundus, hipotético rei dos Suevos na Galécia, entre 469 e 508?, é o primeiro rei do chamado "período de obscuridade" para a região e sobre o qual existem poucos dados seguros. Este período segue-se à morte do cronista Idácio de Chaves (469) e à conversão dos Suevos ao arianismo (466).
A sua existência é conjecturada com base numa inscrição descoberta em Vairão. A data na inscrição foi considerada inicialmente como 485, embora vários estudos façam crer que a data seja 1035, referindo-se a Bermudo III de Leão.